# 바이온트댐

바이온트댐 (Vaiont Dam) 은 이탈리아 북부 프리울리베네치아줄리아 포르데노네에 건설 된 댐이다.

## 붕괴 사고
1963년 10월 9일, 바이온트댐이 붕괴하여 롱가로네 마을 주민 등 약 2천여 명이 사망했다.

## 같이 보기
- 세이시

## 참고 문헌
- “Vaiont Dam (History, Construction, & Disaster)” (영어). 2021년 7월 9일에 확인함.